# Melanorivulus rubromarginatus
Melanorivulus rubromarginatus, es un pez actinopeterigio de agua dulce, de la familia de los rivulines.

## Distribución y hábitat
Se distribuye por ríos de América del Sur, en el drenaje del río  Peixe, un afluente de la cuenca del río  Araguaia en Brasil. De comportamiento bentopelágico y no migratorio, que prefiere aguas tropicales.